# Matilde Ortiz
Matilde Ortiz Reyes (Veracruz, 16 de septiembre de 1990) es una waterpolista española nacida en México que juega en la posición de defensora de boya en el CN Sabadell de la División de Honor femenina y en la selección española.

## Trayectoria
Formada en las categorías inferiores del CN Sabadell, ha desarrollado toda su carrera deportiva en este club con el que ha logrado todos los grandes títulos.
Con la selección española se ha proclamado campeona del mundo en Barcelona 2013, campeona de Europa en Budapest 2014, y subcampeona olímpica en los Juegos Olímpicos de Londres 2012.
Consiguió la medalla de plata en el Mundial de Budapest 2017
y la de bronce en el Europeo de Barcelona 2018.

## Palmarés
Selección española absoluta
- 6.ª clasificada en el Campeonato Europeo de Zagreb 2010
- 11.ª clasificada en el Campeonato Mundial de Shanghái 2011
- 5.ª clasificada en el Campeonato Europeo de Eindhoven 2012
- Medalla de plata en el Juegos Olímpicos de Londres 2012
- Medalla de oro en el Campeonato Mundial de Barcelona 2013
- Medalla de oro en el Campeonato Europeo de Budapest 2014
- 7.ª clasificada en el Campeonato Mundial de Kazán 2015
- 4.ª clasificada en el Campeonato Europeo de Belgrado 2016
- 5.ª clasificada en los Juegos Olímpicos de Río de Janeiro 2016
- Medalla de plata en el Campeonato Mundial de Budapest 2017
- Medalla de bronce en el Campeonato Europeo de Barcelona 2018

Selección española júnior
- 6.ª clasificada en el  Campeonato Mundial Júnior de Oporto 2007
- Medalla de bronce en el Campeonato Europeo Juvenil de Chania 2007

Clubes
Competiciones nacionales:
- Ligas de División de Honor (14): 2005, 2007, 2008, 2009, 2011, 2012, 2013, 2014, 2015, 2016, 2017, 2018, 2019 y 2022.[6]
- Copas de la Reina (12): 2005, 2008, 2009, 2010, 2011, 2012, 2013, 2014, 2015, 2017, 2018 y 2019.[7]
- Supercopas de España (10): 2009, 2010, 2011, 2012, 2013, 2014, 2015, 2016, 2017 y 2018.[8]

Competiciones internacionales:
- Copas de Europa (5): 2011,[9] 2013,[10] 2014,[11] 2016,[12] y 2019.[13]
- Supercopas de Europa (3): 2013,[14] 2014,[15] y 2016.[16]

Otras competiciones 
- Copas Cataluña (10): 2009, 2010, 2011, 2012, 2013, 2014, 2015, 2016, 2017 y 2018.

## Distinciones
- Medalla de Bronce de la Real Orden del Mérito Deportivo, otorgada por el Consejo Superior de Deportes (2013)[17]

- Medalla de Plata de la Real Orden del Mérito Deportivo, otorgada por el Consejo Superior de Deportes (2014)[18]